# Dworzec metropolitalny w Lublinie
Dworzec metropolitalny w Lublinie (Dworzec Lublin, Zintegrowane Centrum Komunikacyjne dla Lubelskiego Obszaru Funkcjonalnego) – centralny dworzec aglomeracji lubelskiej, obsługujący różne rodzaje transportu publicznego. Zlokalizowany w Lublinie w dzielnicy Za Cukrownią, pomiędzy ulicami Młyńską, Gazową oraz Dworcową, w pobliżu dworca PKP Lublin Główny. Jego budowa trwała w latach 2021–2023. Pierwsze autobusy odjechały z niego 8 stycznia 2024. Przenoszenie ruchu z dworca PKS przy al. Tysiąclecia ma potrwać kilka miesięcy. 
Z powstaniem dworca jest związany szereg inwestycji, w tym zmiana zagospodarowania przestrzennego obszaru naprzeciwko lubelskiego zamku, rewitalizacja okolic dworca PKP, budowa lub przebudowa wielu ulic i kilku rond, a także budowa mostu.

## Funkcja dworca
Dworzec zapewni integrację transportową gmin tworzących Lubelski Obszar Funkcjonalny. Dworzec będzie obsługiwał linie regionalne, dalekobieżne, podmiejskie, aglomeracyjne, kolejowe, autobusowe i mikrobusowe. Ma to wyeliminować problem oddalenia lubelskich dworców PKP i PKS, a przez to ułatwienie dokonywania przesiadek między różnymi środkami transportu. Jednocześnie zostanie połączony z lubelską komunikacją miejską. Dzięki temu będzie pełnił funkcję centralnego dworca aglomeracji lubelskiej.
Inwestycję tę wpisano do Strategii Rozwoju Województwa Lubelskiego na lata 2014–2020 jako istotną dla Lubelskiego Obszaru Metropolitalnego. W 2014 szacowano, że będzie się tam odbywało ok. 3400 kursów na dobę, 200–300 na godzinę, a w szczycie 3–5 na minutę. Zarządzaniem i eksploatacją dworca zajmuje się Zarząd Transportu Miejskiego w Lublinie.

## Położenie

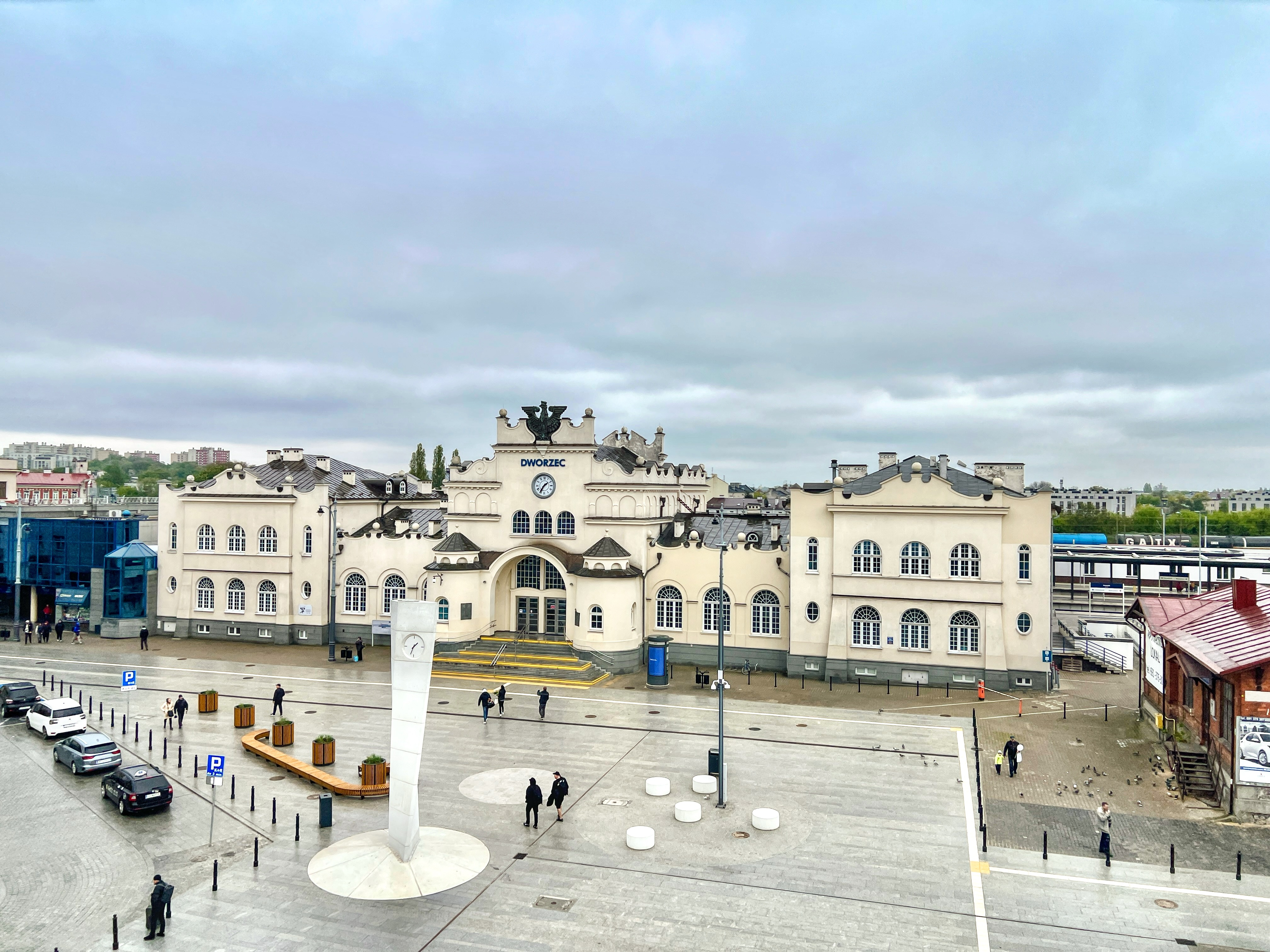
Plac Dworcowy i dworzec PKP, widok z tarasu widokowego dworca metropolitalnego

Dworzec jest zlokalizowany w pobliżu dworca PKP, u zbiegu ulic Dworcowej, Młyńskiej i Gazowej. W latach 1879–1882 w tym miejscu wybudowano gazownię miejską. W latach 1925–1928 wyremontowano ją, a w latach 70. rozebrano i zorganizowano tam Dworzec Południowy PKS.
Dworzec Południowy był rozwiązaniem tymczasowym. W 1977 przeprowadzono konkurs projektów architektonicznych dla połączonych dworców PKS i PKP. Wygrali architekci z Wrocławia, którzy zaproponowali wspólny budynek w kształcie litery „L”. Przejścia podziemne miały zapewniać bezpośrednie połączenie peronów kolejowych z peronami autobusowymi. Do realizacji inwestycji nie doszło z powodu problemów finansowych. W latach 90. PKP przypomniała o projekcie, jednak wtedy to władze PKS deklarowały, że nie miały pieniędzy.

## Historia powstawania

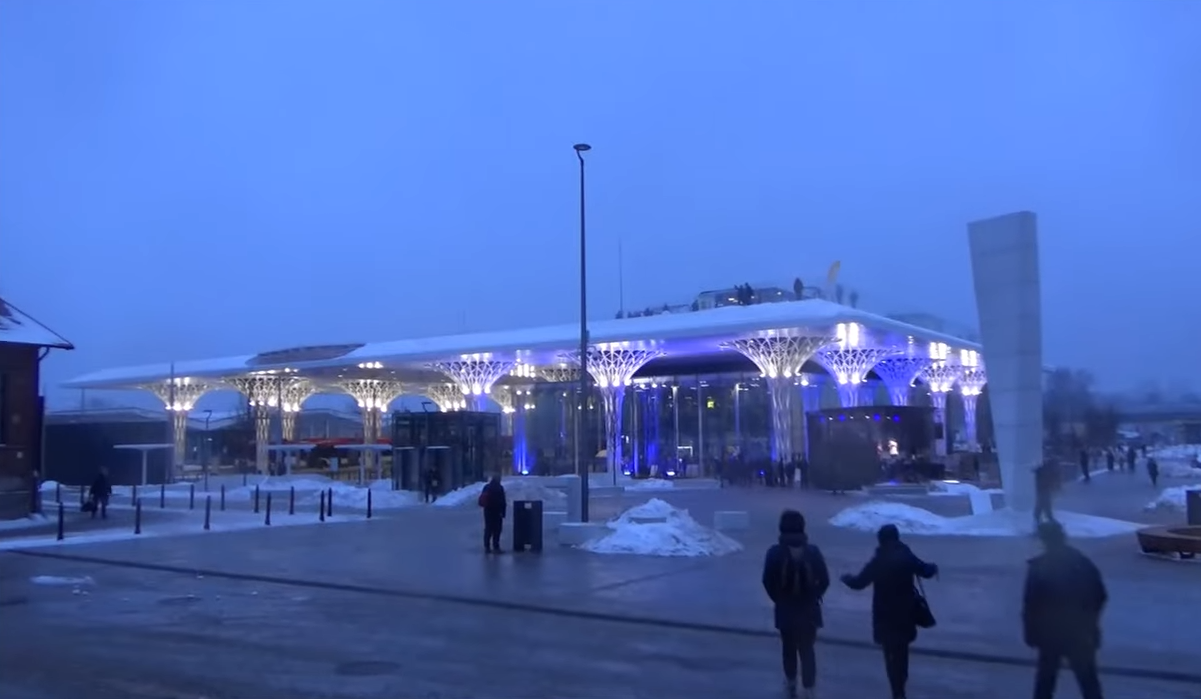
Dworzec metropolitalny w Lublinie podczas dni otwartych (2024)

Na początku 2017 gmina Lublin zleciła wykonanie projektu dworca i powiązanej infrastruktury. Wśród wymogów dla projektantów określono m.in.: wielkość powierzchni całkowitej budynku dworca (do 2 tys. m²), liczbę miejsc w poczekalniach (ok. 250–300), liczbę stanowisk na peronach odjazdowych (w sumie ok. 70 dla komunikacji regionalnej i miejskiej). Przewidziano także korektę układu drogowego, budowę pętli dla komunikacji miejskiej, parkingów Park and ride i Kiss and ride, miejsc postojowych dla pojazdów oczekujących maksymalnie 15 minut na odjazd oraz placu postojowego dla pozostałych pojazdów. Szacowano wtedy, że budowa dworca potrwa 30 miesięcy i rozpocznie się w 2019.
W grudniu 2020 podpisano umowę na budowę dworca oraz zmianę układu drogowego. Budowa miała zostać zakończona 29 lipca 2022. Pierwotnie całkowity koszt projektu wynosił ok. 300 mln zł. Termin wykonania prac przesunięto na 28 lutego 2023. Jednak w listopadzie 2022, kiedy postęp prac wynosił 77%, pojawiły się wątpliwości, czy budowa zostanie zakończona terminowo. Wykonawca zwrócił się z prośbą o przedłużenie terminu do końca roku 2023. Władze miasta zgodziły się na krótszy poślizg, do 15 maja 2023. Później jednak przystały na nowy termin, 20 października 2023. Jednocześnie koszt projektu wzrósł do 389 mln zł. Powodami przekładania zakończenia budowy były m.in. odkrycie pozostałości gazowni miejskiej, konsekwencje agresji rosyjskiej na Ukrainę odczuwalne w branży budowlanej, a także błędy projektowe. Zakończenie budowy pod koniec 2023 oznaczało, że dworzec byłby w użytku najwcześniej na początku 2024. W trakcie budowy wprowadzono też zmiany w projekcie dworca, między innymi zmniejszono liczbę peronów odjazdowych z 70 do 43.
8 stycznia 2024 z infrastruktury dworca zaczęła korzystać komunikacja miejska, a inauguracyjne dni otwarte zaplanowano na 13–14 stycznia. Przenoszenie działalności wszystkich przewoźników ze starszego dworca PKS na Podzamczu potrwa kolejnych kilka miesięcy.

## Architektura

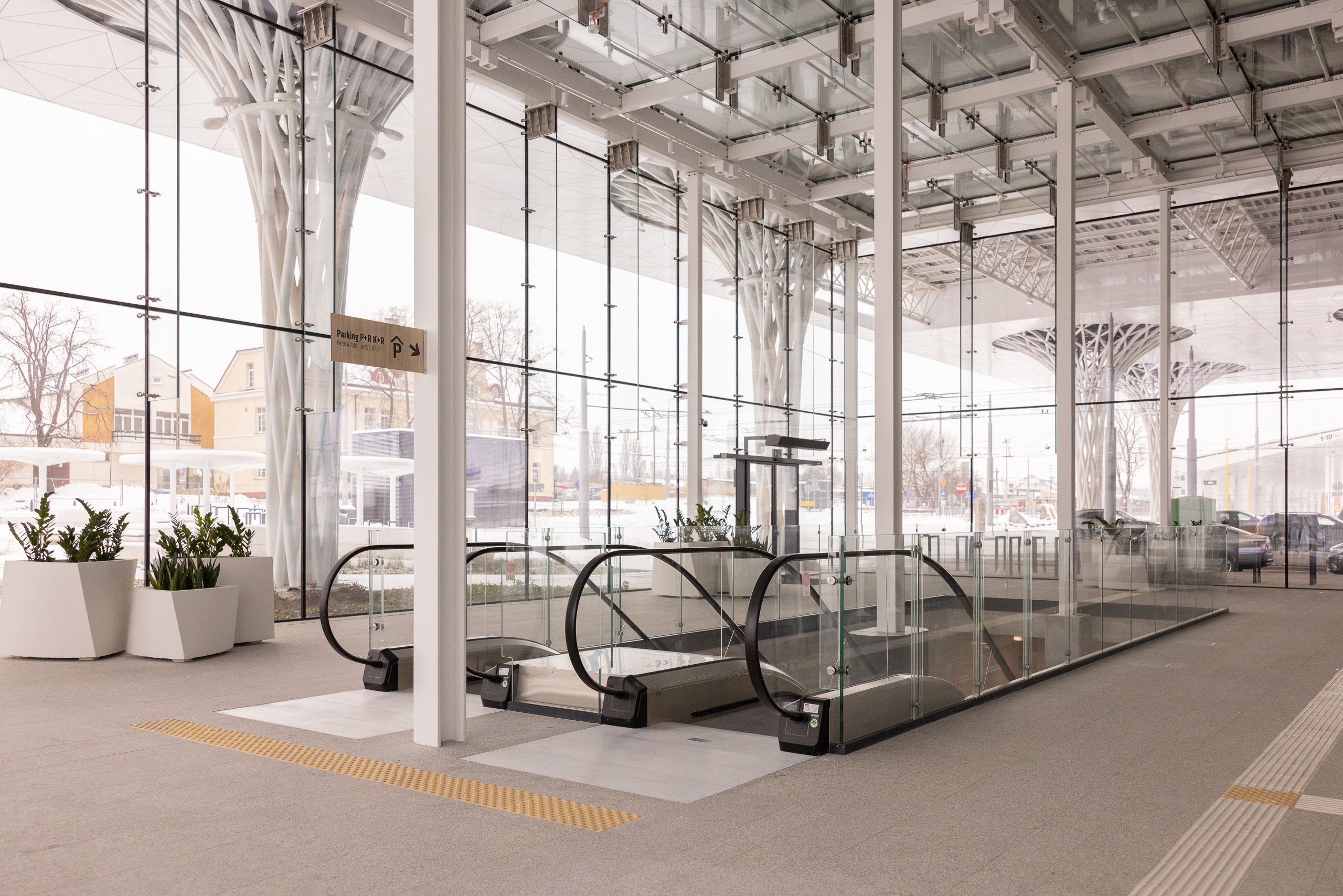
Wnętrze dworca

W 2018 zaprezentowano projekt dworca. Budynek ma dwie kondygnacje i ogólnodostępny „zielony dach”. Perony także są przykryte dachem. Pomieszczenia są oddzielone przeszkleniem od hali dworcowej, co można opisać jako „budynek w budynku”. Zabieg ten ogranicza zużycie energii. Przewidziano też inne ekologiczne elementy: nawadnianie „zielonego dachu” odzyskaną wodą opadową, kostkę antysmogową oraz system ograniczający zużycie światła. W 2019 projekt został wyróżniony w konkursie World Building of the Year, a rok później – w konkursie Real Estate Impactor. W 2022 dworzec otrzymał wyróżnienie Green Building Awards w kategorii „najlepszy projekt ekologiczny”.

## Powiązane inwestycje
Z planem budowy dworca związane są m.in. inwestycje:
- zmiana zagospodarowania przestrzennego w rejonie ul. Podzamcze, al. Tysiąclecia, ul. Lubartowskiej i Ruskiej oraz przeniesienie stamtąd dworca PKS[23],
- przedłużenie i przebudowa ul. Lubelskiego Lipca 80, w tym budowa trakcji trolejbusowej, infrastruktury rowerowej i pieszej[24], której celem było zwiększenie dostępności okolic dworca i połączenie komunikacji miejskiej z dworcem metropolitalnym[25],
- przedłużenie ul. Muzycznej wraz z budową mostu na Bystrzycy[26],
- przebudowa ul. 1 Maja od pl. Dworcowego do pl. Bychawskiego, Gazowej, Młyńskiej i Pocztowej oraz ronda Sportowców[13],
- przekształcenie ul. Dworcowej i Placu Dworcowego w ciągi piesze[5][11],
- budowa placu postojowego dla autobusów przy ul. Krochmalnej, budynku socjalnego dla kierowców oraz przebudowa fragmentu ul. Krochmalnej[13],
- budowa jezdni łączącej rondo przed Targami Lublin z al. Piłsudskiego oraz zjazdu z ul. Lubelskiego Lipca 80 do tego ronda[13],
- przedłużenie ul. Głębokiej do al. Solidarności oraz przedłużenie ul. Zana do ul. Smoluchowskiego[5].